# Drnek (Chorwacja)
Drnek – wieś w Chorwacji, w żupanii zagrzebskiej, w gminie Orle. W 2011 roku liczyła 308 mieszkańców.